# Bacuma whitei
Bacuma whitei är en stekelart som först beskrevs av Cameron 1905.  Bacuma whitei ingår i släktet Bacuma och familjen bracksteklar. Inga underarter finns listade.